# Balaban
Balaban ili Balaman (azerski: Balaban, lezginski: кфил, perzijski: دودوک ili بالابان, ruski: балабан ili баламан, turski: Balaban ili Mey, uzbečki: Balaban) azerbajdžansko je narodno drveno puhačko glazbalo. Cilindričnoga je oblika, s dvostrukim jezičacom dužine oko 35 cm, s osam otvora koji se pokrivaju prstima i jednom rupom koja se pokriva palcem. Balaban, jedan od drevnih puhačkih glazbala, zastupljen je u svim krajevima Azerbajdžana. Ovo glazbalo je zastupljeno u Iranskome Azerbajdžanu i u Republici Azerbajdžan. 

## Opis
Balaban ima 8 rupa na prednjoj strani i jednu na zadnjoj strani u dijelu visine prve i druge rupe na prednjoj strani. Sastoji se od cijevi, jezičaca, regulatora, i poklopca.
Cijev balabana, ili govda, cilindrična je cijev dužine 280 – 320 mm, najčešće napravljena od drveta marelice (ponekad i od lješnjaka, kruške, duda, šimšira, itd.). Proces izrezivanja balabanske cijevi naziva se „balaban čakma". Gornji kraj cijevi (baš ili kup) ima okrugli oblik, a donji kraj (ajag) je zašiljen. Unutrašnja šupljina ima promjer koji iznosi oko 10 mm. Osam rupa ili „tonova“ koji čine „zvučni ton“ (sas pardasi) napravljeni su na prednjoj stran,i a jedna rupa je napravljena na donjoj strani, nasuprot od intervala između prve i druge rupe. Ponekad se na donjem kraju donje strane napravi dodatna rupa koja se zove nizam pardasi, kako bi se obezbijedila bolja boja zvuka.
Rupe na instrumentu su klasifikovane na sljedeći način:
| Zvučni ton – sas pardasi | Funkcionalne | #1 – prvi ton – baš parda           |
| Zvučni ton – sas pardasi | Funkcionalne | #4 – glavni ton – šah parda         |
| Zvučni ton – sas pardasi | Funkcionalne | #6 – otvoreni ton– ačig parda       |
| Zvučni ton – sas pardasi | Funkcionalne | #8 – donji ton – ajag parda         |
| Zvučni ton – sas pardasi | Funkcionalne | pozadinski ton – arha parda         |
| Zvučni ton – sas pardasi | Tonske       | #2 – ton segaha – segah pardasi (1) |
| Zvučni ton – sas pardasi | Tonske       | #5 – ton segaha – segah pardasi (2) |
| Zvučni ton – sas pardasi | Tonske       | #7 – ton mahur – mahur pardasi      |
| Zvučni ton – sas pardasi | Akustične    | donji ton balansa – nizam pardasi   |

Jezičac (gamiš, gargi ili dil) napravljen je od trske i ubacuje se u gornji otvor. On se izravnjava i dobiva oblik dvostrukoga jezičaca. On je vezan za glavnu cijev regulatorom dužine 60 mm i širine 10 mm koji se pravi od vrbe ili vinove loze presječene uzdužno. Poklopac se pravi od vrbe, lješnjaka, drijena ili duda i stavlja se na jezičac kako bi se spriječila oštećenja. Vezan je za regulator kako se ne bi izgubio.

## Upotreba
U svečanim prilikama, kao što su svadbe i odmorne ceremonije, svirača balabana prati perkusionist. Tradicionalna azerska glazbena skupina koju čine dva svirača balabana i perkusionist naziva se balabančilar dastasi. Prema Husenkuliju Sarabskome lovci su svirali balabane kako bi privukli prepelice. Određene vrste balabana se također koriste u ašik glazbi.

## Nasljeđe
Snimka Kjamilja Džalila ogljija Džalilova kako na balabanu svira pjesmu „Čargjah ahengi“ (azerski: Çahargah ahəngi ruski: Чаргях ахенги) uključena je u sastav Voyager Golden Recorda pod nazivom „Mugam“ s mnogim kulturnim postignućima čovječanstva.

## Galerija
- Azerbajdžanska glazbala (uključujući balaban) na poštanskoj marki SSSR-a iz 1990. godine.

## Vanjske poveznice
- BĀLĀBĀN, Encyclopædia Iranica
- Балабан // Музыкальная энциклопедия. Том 1. — М.: Советская энциклопедия, 1973. — Стб. 283—284 — 1072 с.